# Yargelis Savigne
Yargelis Savigne Herrera (Guantánamo, Cuba, 13 de noviembre de 1984) es una exatleta cubana especialista en salto de longitud y triple salto. Se proclamó campeona mundial de triple salto en los mundiales de Osaka 2007 y Berlín 2009, también fue subcampeona en los de Helsinki 2005 y medallista de broce en Pekín 2008.
Comenzó en el atletismo de la mano del entrenador Eduardo Grant. En 2001 logró proclamarse campeona nacional juvenil en salto de longitud. En 2002 logró el título Centroamericano y del Caribe también en categoría juvenil.
Su primer gran éxito internacional en categoría absoluta fue la medalla de bronce en salto de longitud en los Juegos Panamericanos de Santo Domingo 2003.
A partir de 2005 empezó a compaginar las pruebas de salto de longitud y triple salto. Precisamente ese año dio la gran sorpresa al ganar la medalla de plata de triple salto en los Campeonatos del Mundo de Helsinki, pese a no partir entre las favoritas. Su marca fue de 14,82 siendo sólo superada por la jamaicana Trecia Smith con 15,11. Además en esos mismos mundiales fue cuarta en salto de longitud.
2007 ha sido su mejor año hasta el momento. En la temporada en pista cubierta fue la líder del ranking mundial con un salto de 14,80 logrado en Düsseldorf. Ya en el verano logró dos medallas en los Juegos Panamericanos de Río de Janeiro (oro en triple salto y bronce en salto de longitud). 
En los Campeonatos del Mundo de Osaka 2007 logró proclamarse campeona mundial de triple salto haciendo su mejor marca de siempre con 15,28 venciendo ampliamente a la rusa Tatiana Lébedeva (plata con 15,07) y a la griega Hrysopiyi Devetzi (bronce con 15,04). Se retiró de las competiciones atléticas en el año 2013.
En los Juegos Olímpicos de Pekín 2008 consiguió la medalla de bronce, por detrás de la representante de Camerún Françoise Mbango Etone y de la kazaja Olga Rypakova.
Mide 1,65m y pesa 53 kg. Su entrenador era Milán Matos, el mismo que también entrenó a Iván Pedroso.

## Marcas personales
- Al aire libre
  - Salto de longitud - 6,77m (La Habana, 19 de mayo de 2005)
  - Triple salto - 15,28m (Osaka, 31 de agosto de 2007)
- En pista cubierta
  - Salto de longitud - 6,79m (Stuttgart, 3 de febrero de 2007)
  - Triple salto - 15,05m (Valencia, 8 de marzo de 2008)

## Resultados
| Año  | Competición                             | Lugar          | Puesto                      | Marca        |
| ---- | --------------------------------------- | -------------- | --------------------------- | ------------ |
| 2003 | Juegos Panamericanos                    | Santo Domingo  | 3ª en Longitud              | 6,40m        |
| 2005 | Campeonato del Mundo                    | Helsinki       | 2ª en Triple 4ª en Longitud | 14,82m 6,69m |
| 2005 | Final Mundial de la IAAF                | Mónaco         | 3ª en Triple                | 14,81m       |
| 2006 | Campeonato del Mundo Indoor             | Moscú          | 5ª en Triple 6ª en Longitud | 14,72m 6,51m |
| 2007 | Juegos Panamericanos                    | Río de Janeiro | 3ª en Longitud 1ª en Triple | 6,66m 14,80m |
| 2007 | Campeonato del Mundo                    | Osaka          | 1ª en Triple                | 15,28m       |
| 2007 | Final Mundial de la IAAF                | Stuttgart      | 1ª en Triple                | 14,78m       |
| 2009 | Campeonato Mundial de Atletismo de 2009 | Berlín         | 1ª en Triple                | 14,95m       |